# Brachypelma baumgarteni
Brachypelma baumgarteni, còn gọi là Mexicaanse oranje vogelspin (Vẻ đẹp cam Mexico) là một loài nhện trong họ Theraphosidae. Loài này phân bố ở Trung Mỹ và là loài đặc hữu của bờ biển Thái Bình Dương thuộc Michoacan, Mexico.

## Mô tả
Loài này tương tự như B. klaasi, nhưng nó có màu đỏ hơn patellae. B. baumgarteni được cho là giống lai nuôi nhốt của B. smithi lai với B. boehmei, bởi vì trong một thời gian dài không có mẫu vật nào được báo cáo là nhân giống thành công trong điều kiện nuôi nhốt. Theo các phân tích di truyền, họ hàng gần nhất của nó là B. boehmei.

## Phân bổ
Loài này thường sống ở khu vực sông Balsas thuộc biên giới phía đông và biên giới phía bắc là Sierra Madre del Sur, chúng thích môi trường rừng nhiệt đới.

## Bảo tồn
Năm 1985, Brachypelma smithi (khi đó do chưa phân biệt với B. hamorii) nên được đưa vào CITES Phụ lục II và vào năm 1994, tất cả các loài Brachypelma còn lại đã được thêm vào, do hạn chế thương mại quốc tế. Tuy nhiên, một số lượng lớn nhện tarantula đánh bắt trong tự nhiên vẫn tiếp tục bị buôn lậu ra khỏi Mexico, bao gồm cả các loài Brachypelma.